# Rua do Comércio, 63
O Edifício na Rua do Comércio nº 63, em Santa Leopoldina, é um bem cultural tombado pelo Conselho Estadual de Cultura do Espírito Santo, inscrição no Livro do Tombo Histórico sob o nº 32 a 68, folhas 4v a 7v.

## Importância
No livro "Arquitetura: Patrimônio Cultural do Espírito Santo", publicado pela Secretaria de Cultura do Espírito Santo em 2009, o edifício é descrito como "peculiar", por sua fachada. Foi erguido em 1914, ao lado do rio Santa Maria da Vitória. Sua descrição é: "No conjunto, o imóvel segue o padrão tradicional, com a exploração da fachada frontal como o principal elemento de comunicação entre o mundo privado e o mundo público. Disposta sobre o limite frontal do terreno, a fachada está configurada a partir de sua divisão em duas faixas horizontais, separadas por estreito balcão com balaústre, e em três módulos verticais de mesma largura, marcados pela disposição em linha e superpostos por três vãos de porta. Regular em sua divisão, a composição explora o módulo central como eixo de centralidade, nele ampliando as dimensões do vão e elevando, discretamente, a platibanda com um singelo frontão delineado em linha curva onde foi inscrito o ano corresponde à construção do edifício. O acesso ao primeiro pavimento, possibilitado com um discreto recuo em relação ao limite lateral direito do terreno, é feito por uma íngreme escada em alvenaria. Mas são os ornatos, com sua qualidade construtiva e requintado desenho, os principais responsáveis pelo significado e valor de sua arquitetura. Portão, portas e bandeiras, especialmente, mas, também a estrutura de apoio da cobertura da varanda, executados em madeira e ferro, desenhados com inspiração floral, e envidraçados com coloração diversificada refletem motivações advindas, provavelmente, do desejo de inserção social de seu primeiro proprietário, de origem alemã. Valorizada por uma sociedade com atividade social e cultural intensa, essa qualidade pode explicar porque o “sobrado da ponte” foi sede de clubes recreativos e esportivos de Santa Leopoldina".

## Tombamento

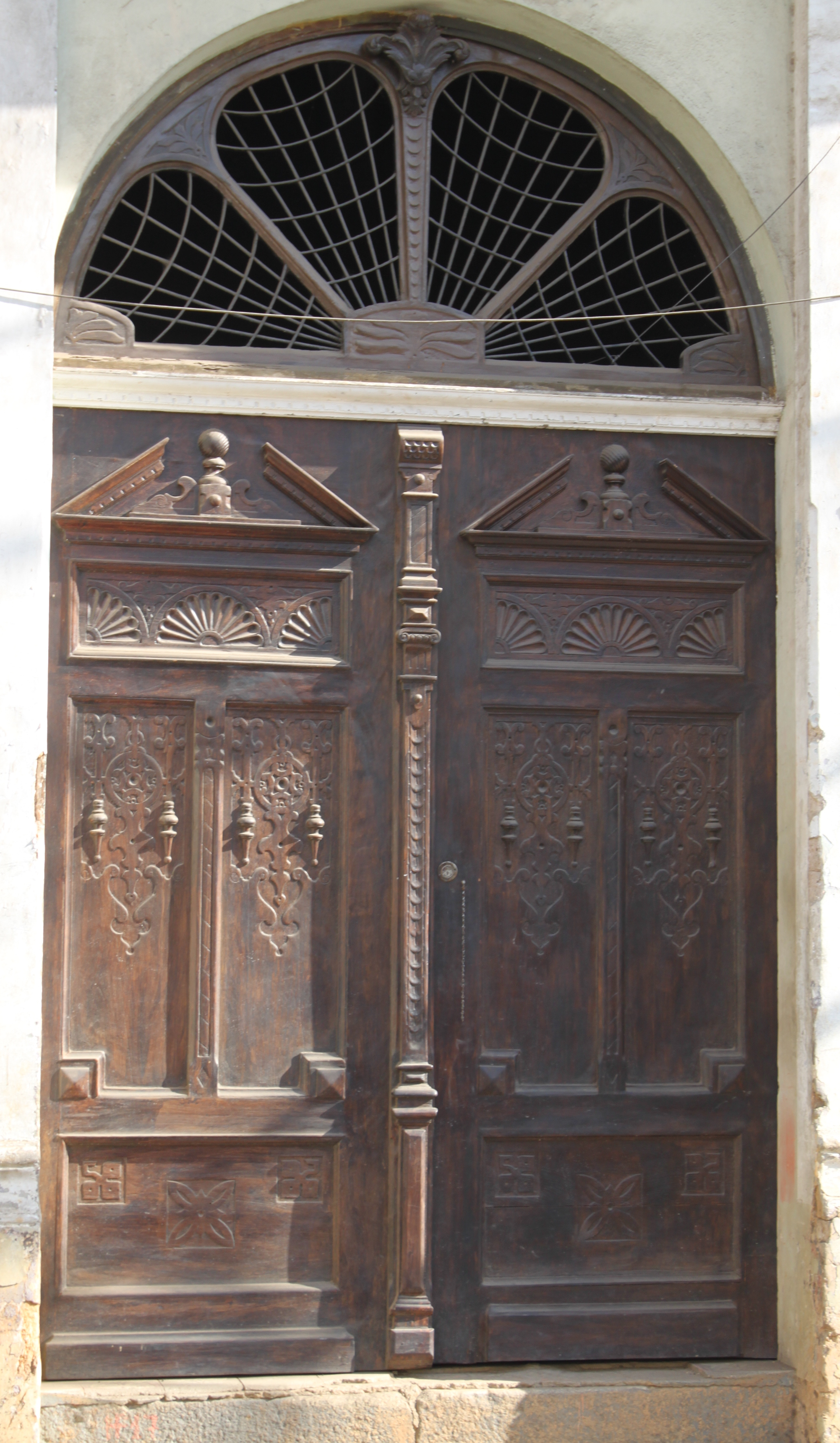
Detalhe da porta central

O edifício foi objeto de um tombamento de patrimônio cultural pelo Conselho Estadual de Cultura, de número 05, em 30 de julho de 1983, Inscr. nº 32 a 68, folhas 4v a 7v. O processo de tombamento inclui quase quarenta imóveis históricos de Santa Leopoldina. No ato de tombamento, é listado como proprietário Eduardo Herzog.
O tombamento desse edifício e outros bens culturais de Santa Leopoldina foi principalmente decorrente da resolução número 01 de 1983, em que foram aprovadas normas sobre o tombamento de bens de domínio privado, pertencentes a pessoas naturais ou jurídicas, inclusive ordens ou instituições religiosas, e de domínio público, pertencentes ao Estado e Municípios, no Espírito Santo. Nessa norma foi estabelecido que, entre outros pontos:
- "O tombamento de bens se inicia por deliberação do CEC “ex-offício”, ou por provocação do proprietário ou de qualquer pessoa, natural ou jurídica, e será precedido, obrigatoriamente, de processo", ponto 3;
- "Em se tratando de bem(s) pertencente(s) a particular(es), cujo tombamento tenha caráter compulsório, e aprovado o tombamento, o Presidente do CEC expedirá a notificação de que trata o artigo 5°. I do Decreto n° 636-N, de 28.02.75, ao interessado que terá o prazo de 15(quinze) dias, a contar do seu recebimento, para anuir ou impugnar o tombamento", ponto 12.[3]

As resoluções tiveram como motivador a preservação histórico-cultural de Santa Leopoldina contra a especulação imobiliária, que levou à destruição de bens culturais à época.